# Paulo Lukamba
Armindo Lucas Paulo Lukamba "Gato" (Bailundo el 13 de maig de 1954) és un polític angolès líder d'UNITA, un antic moviment anticolonial que va lluitar contra el MPLA a la Guerra Civil angolesa, des de la mort d'António Dembo el 3 de març de 2002 fins que va perdre les eleccions pel lideratge el 2003 cavant Isaías Samakuva.

## Biografia
Lukamba es va unir a UNITA durant la revolució dels clavells a Portugal. De 1983 a 1991 fou representant d'UNITA a França i secretari d'afers estrangers.
Des de 1995 fins a la mort de Jonas Savimbi en febrer de 2002, Lukamba fou secretari general d'UNITA. Després de la mort de Savimbi i la subseqüent mort del secretari general António Dembo deu dies després de diabetis i ferides de batalla, Lukamba va assumir el control del grup rebel. Lukamba va dirigir UNITA en les negociacions que van posar fi a la Guerra Civil angolesa l'abril de 2002.
Lukamba va dirigir UNITA com a partit polític fins 2003 quan Isaías Samakuva va guanyar les eleccions pel lideratge. Samakuva és l'actual President d'UNITA.
Lukamba va ser el cinquè candidat de la llista nacional d'UNITA a les eleccions legislatives d'Angola de 2008. Va ser un dels 16 diputats d'UNITA que va obtenir escó. A les eleccions legislatives d'Angola de 2012 va revalidar el seu escó a l'Assemblea Nacional d'Angola. Al XII Congrés d'UNITA de 2015 va tornar a disputar la presidència d'UNITA a Isaías Samakuva.